# Michael Georg Laub
Michael Georg Laub (14. januar 1731 i København – 3. august 1812 sammesteds) var en dansk søofficer og kobberstikker, bror til Frederik Laub.
Han var søn af etatsråd, kgl. livmedikus Hieronymus Laub og Johanna Justina født Scharffenberg. Han blev kadet 1746 og havde på Søkadetakademiet Jacob Fosie som tegnelærer, blev sekondløjtnant 1749, var på togt til Algier 1755 og var i fransk tjeneste 1756-59, blev dansk kaptajnløjtnant 1760, stod i maltesisk tjeneste fra 1760 til 1762, men blev afskediget fra Søetaten 1767, fordi han havde konverteret til katolicismen. Han var i fransk tjeneste som capitaine de vaisseau 1779 og tog herfra afsked 1784. Han boede i Paris fra dette år til 1795 og vendte derefter tilbage til Danmark. 
Han har udført En Vandbærer (radering i den af Jacob Fosie udgivne Samling af 32 raderinger, tilegnet P.F. Suhm 1747). 
Han døde ugift og er begravet på den katolske afdeling af Assistens Kirkegård.